# 2003
Il 2003 (MMIII in numeri romani) è un anno  del XXI secolo.

## Eventi
- Anno europeo delle persone con disabilità
- Anno internazionale dell'acqua
- Graz è capitale europea della cultura

### Gennaio
- 1º gennaio – Brasile: Lula giura fedeltà alla Costituzione ed entra in carica come nuovo Presidente, acclamato dai parlamentari del Congresso
- 2 gennaio – Isole Salomone: risultano disperse 700 persone in seguito al passaggio del ciclone Zoe, le cui raffiche spazzano via due interi villaggi, Ravanga e Namo.
- 5 gennaio – Israele: due palestinesi si fanno esplodere presso la stazione centrale degli autobus di Tel Aviv a distanza di un minuto uno dall'altro, nei pressi del ristorante McChina. L'attentato, 20 morti e 70 feriti, viene rivendicato dall'organizzazione fondamentalista Movimento per il Jihad Islamico in Palestina.
- 8 gennaio – A Charlotte, in Carolina del Nord (Stati Uniti), il  Beechcraft 1900D del Volo Air Midwest 5481 precipita durante il decollo sugli hangar della US Airways; nell'impatto muoiono ventuno persone (diciannove passeggeri e i due piloti) e rimane ferita una persona a terra.
- 24 gennaio – Brasile: si chiudono a Porto Alegre i lavori del Forum Sociale Mondiale. Nel documento conclusivo si chiede il rigetto del principio della guerra preventiva e l'utilizzazione da parte dei paesi membri del Consiglio di sicurezza dell'ONU di un "veto per la pace".
- 30 gennaio: il Belgio diventa il secondo paese al mondo, dopo i Paesi Bassi, a legalizzare i matrimoni fra persone dello stesso sesso.

### Febbraio
- 1º febbraio

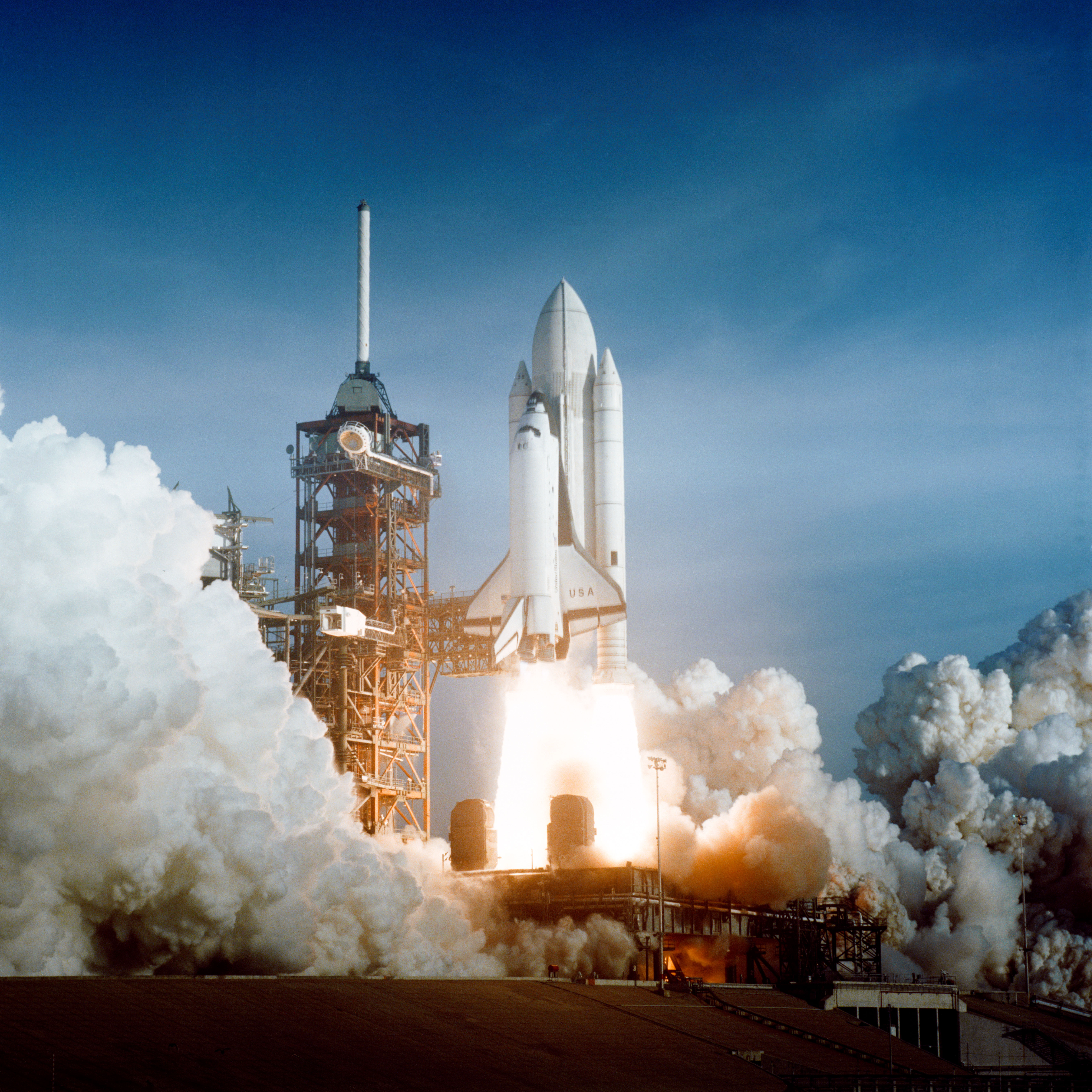
Space Shuttle Columbia

  - Trattato di Nizza: sostituisce Trattati di Roma e Trattato di Maastricht.
  - Stati Uniti: lo Space Shuttle Columbia esplode nella fase di rientro. Muoiono tutti e sette gli astronauti.
- 4 febbraio – cambia ufficialmente nome lo Stato di Jugoslavia, che diventa Serbia e Montenegro.
- 8 febbraio – Colombia: a Bogotà un'autobomba distrugge il club più esclusivo della capitale provocando 30 morti e 260 feriti. L'attentato viene attribuito alle Farc.
- 11 febbraio – Cina: il governo di Pechino annuncia ufficialmente il diffondersi dell'epidemia di Sindrome respiratoria acuta grave (SARS in inglese).
- 18 febbraio – Corea del Sud: a Seul uno squilibrato incendia una carrozza della metropolitana di Daegu, uccidendo 198 persone e ferendone 147.
- 19 febbraio
  - Iran: precipita un aeroplano militare con a bordo 302 militari. Nessun sopravvissuto.
  - Amburgo: viene condannata la prima persona legata ai fatti dell'11 settembre 2001, per aver aiutato la realizzazione degli attentati.
  - Repubblica del Congo: l'Organizzazione mondiale della sanità conferma l'epidemia di Ebola nel paese e il fatto che può diffondersi ulteriormente.
  - Costa d'Avorio: i ribelli rompono la tregua concordata in gennaio.
  - Venezuela: viene arrestato il presidente degli industriali e ricercato il presidente del sindacato Confederazione dei lavoratori, ritenuti colpevoli del tentato golpe (12 aprile 2002) e dello sciopero cominciato il 2 dicembre 2002 e finito due mesi dopo.
- 20 febbraio – Belgio: a Mons un incendio devasta un quartiere popolare causando 7 morti.
- 21 febbraio – Cina: un terremoto devasta la regione dello Xinjang, nell'Ovest del paese provocando 257 morti e un migliaio di feriti.
- 28 febbraio – Repubblica Ceca: Václav Klaus, è eletto presidente della Repubblica. Sostituisce Václav Havel, eroe della rivoluzione di velluto e primo presidente della Repubblica Ceca.

### Marzo
- 6 marzo – Palestina: Yasser Arafat nomina Mahmoud Abbas (Abu Mazen) suo successore alla carica di premier.
- 7 marzo – Stati Uniti, Regno Unito e Spagna pongono un ultimatum di 10 giorni a Saddam Hussein. Il 17 Saddam respinge l'ultimatum.
- 8 marzo – Malta: si svolge il referendum per l'ingresso nell'Unione europea con il 53,65% dei voti a favore e una partecipazione del 91% degli aventi diritto al voto.
- 11 marzo – si insedia all'Aja, nei Paesi Bassi, la Corte penale internazionale.
- 12 marzo – Serbia e Montenegro: a Belgrado il premier serbo Zoran Đinđić viene assassinato.
- 15 marzo
  - Cina: Hu Jintao, segretario generale del partito comunista, è eletto presidente della Repubblica.
  - Dopo 57 anni di esilio, i Savoia rientrano in Italia.
  - Spagna: la Corte suprema mette al bando il partito basco Batasuna, ritenuto il braccio politico dell'ETA.
- 20 marzo – Iraq: scaduto il termine dell'ultimatum, alle 3:55 del mattino cominciano i bombardamenti su Baghdad e sul resto del paese, le forze statunitensi e britanniche entrano in Iraq dal Kuwait. Inizia la Seconda guerra del Golfo.
- 23 marzo – Slovenia: si svolge il referendum per l'adesione all'Unione europea e alla NATO. Quasi il 90% dei votanti vota a favore dell'UE e circa il 66% a favore della NATO.
- 31 marzo – Bolivia: una frana, nel villaggio minerario aurifero di Chima, causa 400 morti.

### Aprile
- 9 aprile
  - Iraq: le truppe USA entrano a Baghdad. La capitale è sostanzialmente sotto controllo delle forze angloamericane. Saddam Hussein è il ricercato numero uno.
  - Cuba: un tribunale condanna a morte tre dirottatori che il 2 aprile avevano tentato di sequestrare un traghetto. La sentenza verrà eseguita l'11 aprile.
- 10 aprile – Madrid: viene messo a punto dal cosiddetto "quartetto" (ONU, USA, UE e Russia) un nuovo "tracciato di pace" (road map). Si tratta di un percorso a tappe per arrivare ad una pace stabile e alla creazione di uno Stato palestinese indipendente.
- 12 aprile – Ungheria: si svolge il referendum per l'adesione all'Unione europea, con l'84% dei votanti a favore. Al voto partecipa il 45% degli aventi diritto.
- 15 aprile – Iraq: Anche Tikrit, città natale di Saddam Hussein, cade in mano alle forze statunitensi
- 16 aprile – Unione europea: 25 paesi firmano il Trattato di Atene che prevede l'allargamento dell'Unione Europea a 10 nuovi paesi.
- 23 aprile
  - Iniziano a Pechino i negoziati tra Corea del Nord, USA e Cina sulla crisi nucleare nordcoreana.
  - La British Airways e l'Air France comunicano la decisione di non fare più volare il Concorde, dopo l'incidente del 25 luglio 2000 che aveva provocato la morte di 113 persone.

### Maggio
- 1º maggio – Il presidente statunitense George W. Bush dichiara che i combattimenti in Iraq sono finiti e che la coalizione ha vinto. Fra le forze che interverranno nella missione di pace, parteciperà anche l'Italia con più di 3.000 uomini.
- 11 maggio – Lituania: si svolge il referendum per l'adesione all'Unione europea, con il 90% dei votanti a favore e la partecipazione del 64% degli aventi diritto.
- 12 maggio
  - A Znamenskoe, in Cecenia, un'autobomba esplode davanti agli edifici del provocando la morte di 59 persone.
  - In Arabia Saudita, 15 attentatori suicidi sauditi a bordo di automezzi carichi di esplosivo attaccano tre complessi residenziali a Riad abitati prevalentemente da occidentali, provocando la morte di 35 persone.
- 14 maggio – Iraq: a Hilla, a 90 chilometri da Baghdad, viene scoperta una fossa con tremila resti umani.
- 16 maggio – Marocco: a Casablanca, in cinque attentati perdono la vita 45 persone.
- 17 maggio – Repubblica Slovacca: si svolge il referendum per l'adesione all'Unione europea al quale partecipa il 52% degli aventi diritto al voto. Il 92% dei votanti vota a favore dell'UE.
- 21 maggio – Algeria: un terremoto di magnitudo 6,7 con epicentro nella città di Thenia, vicino a Boumerdès, colpisce il nord del Paese. I morti sono 2.300. Una nuova scossa, quasi della stessa intensità, si ripete il 27 maggio.
- 22 maggio – Iraq: il Consiglio di Sicurezza delle Nazioni Unite abolisce le sanzioni civili all'Iraq (mantenendo quelle militari) e autorizza USA e Inghilterra a governare il paese come potenze occupanti. Il regime di Saddam viene abolito.
- 24 maggio – la Turchia vince l'Eurovision Song Contest, ospitato a Riga, Lettonia.
- 26 maggio – Spagna: in una sciagura aerea sui cieli della Turchia muoiono 62 soldati spagnoli di ritorno dall'Afghanistan.

### Giugno
- 3 giugno – Unione europea: Ecofin raggiunge un accordo sulle quote latte: concordata una rateizzazione di 14 anni, senza interessi, per le multe.
- 8 giugno – Polonia: si svolge il referendum per l'adesione all'Unione europea al quale partecipa il 58,9% degli aventi diritto al voto. Il 77,5% dei votanti vota a favore dell'UE.
- 13 e 14 giugno – Repubblica Ceca: si svolge il referendum per l'adesione all'Unione europea al quale partecipa il 55,2% degli aventi diritto al voto. Il 77,3% dei votanti vota a favore dell'UE.
- 27 giugno – vengono catturati in Iran il vice di Osama Bin Laden, Ayman al-Zawahiri, e il portavoce di al-Qāʿida, Suleyman Abu Ghaith.

### Luglio
- 5 luglio – Cecenia: due terroriste si fanno esplodere durante un concerto rock, provocando la morte di 12 persone.
- 6 luglio – Israele: il governo israeliano libera 350 prigionieri palestinesi.
- 8 luglio – Bangladesh: un traghetto con a bordo circa 800 persone fa naufragio per le cattive condizioni del tempo causando 600 morti.
- 10 luglio – firmata la prima bozza della Costituzione europea, che formalizza per l'Unione un inno: la Nona di Beethoven; un motto: Unità nella diversità; la bandiera: un cerchio di dodici stelle oro su sfondo azzurro.
- 13 luglio – Iraq: si insedia a Baghdad il Consiglio del governo di transizione iracheno. Il governo è composto da 25 membri dei quali 13 sciiti, 5 sunniti, 5 curdi, 1 turcomanno e 1 cristiano.
- 18 luglio – Inghilterra: viene ritrovato il corpo senza vita di David Kelly, lo scienziato al centro della controversia fra governo e BBC su presunte manomissioni dei dossier sulle armi di distruzioni di massa dell'Iraq.
- 22 luglio – Iraq: con un raid a Mosul, l'esercito USA uccide i due figli maggiori di Saddam Hussein, Uday e Qusay, dopo uno scontro a fuoco con gli uomini asserragliati nella casa-rifugio.
- 27 luglio – Portogallo: divampano incendi che si estendono per dieci giorni in varie località; 14 i morti.

### Agosto
- 1º agosto – Ossezia del Nord: in un attacco suicida un automezzo uccide 35 soldati russi.
- 11 agosto
  - Afghanistan: la NATO assume ufficialmente il comando della forza di pace Isaf che agisce sotto mandato ONU.
  - Liberia: il presidente Charles Taylor si dimette e parte per l'esilio in Nigeria.
- 14 agosto
  - Stati Uniti: un black-out elettrico colpisce per 30 ore il Nord-Est degli USA e il Sud-Est del Canada, interessando le città di New York, Detroit, Cleveland, Toronto e Ottawa.
  - Iraq: il Consiglio di Sicurezza dell'ONU approva la risoluzione 1500 che approva l'insediamento del governo provvisorio in Iraq e la partecipazione di una missione di assistenza ONU.
- 16 agosto – la Libia ammette la sua responsabilità nell'attentato di Lockerbie del 1988 e proclama la rinuncia al terrorismo.
- 19 agosto
  - Iraq: a Baghdad un'autobomba colpisce il quartier generale ONU causando la morte di 22 persone, tra cui il rappresentante speciale dell'ONU per l'Iraq, Sérgio Vieira de Mello.
  - Israele: un militante di Hamas si fa esplodere su un bus a Gerusalemme provocando 23 morti e più di 100 feriti.
- 21 agosto
  - Israele: per rappresaglia l'esercito israeliano uccide il numero due di Hamas, Ismail Abu Shanab.
  - Iraq: l'esercito degli USA cattura Hassan al-Majid, 63 anni, cugino di Saddam Hussein e soprannominato "Alì il chimico".
- 25 agosto – India: esplodono a Bombay due autobombe causando la morte di 50 persone.
- 29 agosto – Iraq: a Najaf esplode un'autobomba davanti alla moschea facendo una strage: 80 morti tra cui l'ayatollah sciita Mohammad Baqr al Hakim.
- 30 agosto – Russia: tre anni dopo il disastro del Kursk, che aveva provocato 118 morti, affonda nelle acque artiche del Mare di Barents un altro sommergibile russo a propulsione nucleare. 18 le vittime.
- 31 agosto – Francia: nei primi venti giorni di agosto l'ondata di caldo causa la morte di 1.482 persone, soprattutto anziani.

### Settembre
- 6 settembre – Palestina: si dimette il premier Mahmūd Abbās. Il 7 Yasser Arafat nomina nuovo premier Ahmed Qorei, alias Abu Ala.
- 9 settembre – Palestina: i terroristi palestinesi attaccano Israele. Due uomini di Hamas provocano 14 vittime civili a Gerusalemme e a Tel Aviv.
- 10 settembre – Svezia: a Stoccolma un giovane accoltella a morte il ministro degli esteri Anna Lindh.
- 12 settembre – il Consiglio di Sicurezza dell'ONU revoca le sanzioni alla Libia, emanate nel 1992 e sospese dal 1999.
- 14 settembre
  - Svezia: referendum di adesione all'euro: 56,8% contrari, 41,2% favorevoli, 2% astenuti (votanti 81%). La Svezia, il Regno Unito e la Danimarca sono gli unici tre paesi a non essere entrati nella moneta unica.
  - Estonia: referendum di adesione all'Unione europea: 66,9% favorevoli, 33,1% contrari (votanti 63%).
  - Guinea-Bissau: i militari depongono il presidente Kumba Yala.
- 20 settembre
  - Lituania: Referendum di adesione all'Unione europea: 69% favorevoli, 31% contrari (votanti 72,5%).
- 29 settembre – Francia: Air France approva l'unione con KLM, dalla quale uscirà il numero uno in Europa del trasporto aereo per fatturato.

### Ottobre
- 4 ottobre
  - Roma: i 25 capi di Stato e di governo dell'Unione europea danno il via alla Conferenza intergovernativa (Cig) che dovrà mettere a punto il testo definitivo della Costituzione europea.
  - Israele: ad Haifa un terrorista si fa esplodere in un bar frequentato sia da israeliani che da palestinesi, causando la morte di 19 persone.
- 5 ottobre
  - Siria: le forze militari israeliane bombardano il territorio nazionale siriano.
  - Cecenia: elezioni presidenziali. Le elezioni sono vinte dal candidato filorusso Achmat Kadyrov con l'81,1% dei voti validi (votanti 83,46%).
- 17 ottobre – Bolivia: il presidente della repubblica Gonzalo Sánchez de Lozada si dimette dalla carica, viene sostituito dal vicepresidente Carlos Mesa.
- 19 ottobre – Un barcone di clandestini naufraga al largo di Lampedusa; settanta immigrati affogano tra le onde.
- 22 ottobre: l'Assemblea generale dell'ONU, a grande maggioranza, vota una risoluzione con cui chiede a Israele di sospendere la costruzione della barriera difensiva nei territori palestinesi
- 23 ottobre – California: divampano per oltre una settimana incendi spaventosi che provocano 22 morti.
- 24 ottobre – Il Concorde vola per l'ultima volta dopo 27 anni di servizio.
- 31 ottobre – Malaysia: Dopo 22 anni di governo, si dimette Mahathir Mohamad. È considerato il padre della moderna Malaysia, autore del piano di sviluppo e industrializzazione che ha portato il Paese tra le tigri asiatiche.

### Novembre
- 1º novembre: il francese Jean-Claude Trichet succede a Wim Duisenberg e diviene il secondo presidente della Banca centrale europea.
- 2 novembre
  - Georgia: elezioni del Parlamento, gravi sospetti di brogli elettorali.
  - Iraq: abbattuto elicottero USA presso Baisa (16 morti). Rimane altissima la tensione fra le truppe occupanti.
- 4 novembre – Sri Lanka: la presidente Chandrika Kamaratunga estromette tre ministri del governo e sospende le sedute del Parlamento. L'esercito dispiega le sue truppe nella capitale Colombo.
- 7 novembre – Iraq: un altro elicottero statunitense cade nei pressi di Tikrit (6 morti).
- 8 novembre – Arabia Saudita: a Riad un'autobomba esplode in un quartiere residenziale provocando 17 morti, tra i quali molti bambini. Le indagini puntano a al-Qāʿida.
- 10 novembre – Georgia: i dimostranti chiedono l'annullamento delle elezioni politiche per brogli e le dimissioni del presidente Eduard Shevardnadze.
- 12 novembre
  - Francia: si tiene a Parigi il Forum Sociale Europeo.
  - Iraq: attentato suicida a Nassiriya contro il quartier generale dei Carabinieri, rimangono uccisi 19 italiani: 12 Carabinieri, 4 militari dell'Esercito Italiano, 2 civili iracheni. Un altro militare ferito nell'attentato muore tre giorni dopo. I feriti sono in tutto 140.
- 15 novembre
  - Turchia: ad Istanbul alcune auto cariche di esplosivo vengono fatte esplodere nei pressi di due sinagoghe. 25 i morti e oltre 300 feriti.
  - Iraq: due elicotteri USA si scontrano in volo nel cielo di Mosul: 17 i morti.
- 16 novembre – Jugoslavia: alle elezioni presidenziali non viene raggiunto il quorum  (votanti 38,5%) e la consultazione viene annullata.
- 20 novembre – Turchia: attentato ad Istanbul contro il consolato britannico (27 morti) e una banca inglese; tra le vittime anche il console Rogert Short.
- 22 novembre
  - Georgia: a Tbilisi la folla invade il Parlamento per destituire il presidente Eduard Shevardnadze. Nino Burjanadze si autoproclama presidente ad interim.
  - Iraq: a Baghdad un missile colpisce un aereo civile di un'agenzia di spedizioni, che riesce comunque ad atterrare.
- 23 novembre – Georgia: Eduard Shevardnadze si dimette dalla carica di presidente della repubblica.
- 26 novembre – Irlanda del Nord: alle elezioni per l'Assemblea legislativa di Belfast, vince il Democratic Unionist Party di Ian Paisley e, sul fronte cattolico nazionalista, lo Sinn Fein di Gerry Adams.
- 27 novembre – Taiwan: il parlamento approva un disegno di legge che prevede un referendum per modificare la Costituzione dell'isola.
- 29 novembre – Iraq: a Baghdad un convoglio delle forze dei servizi segreti spagnoli (Centro Nacional de Inteligencia) viene assalito da guerriglieri (7 morti).

### Dicembre
- 4 dicembre – Stati Uniti: il presidente George W. Bush annuncia l'eliminazione dei dazi sulle importazioni di acciaio straniero; di conseguenza l'Unione europea sospende le sanzioni contro gli USA.
- 5 dicembre – Russia: a due giorni dalle elezioni politiche tre terroriste cecene si fanno esplodere su un treno della Russia meridionale causando la morte di 42 persone.
- 7 dicembre – Russia: il partito del presidente Vladimir Putin, Russia Unita (Er), vince le elezioni per la Duma.
- 9 dicembre: il governo giapponese decide l'invio di un contingente militare in Iraq.
- 11 dicembre – Francia: la Commissione per la laicità vieta l'ostentazione dei simboli religiosi in tutto il paese.
- 12 dicembre – Canada: si dimette il premier Jean Chrétien, al potere ininterrottamente dal 1993.
- 13 dicembre – A Bruxelles i lavori per i negoziati che avrebbero dovuto portare alla nuova Costituzione europea, si chiudono con esito negativo. Tutto viene rinviato al semestre di presidenza irlandese.
- 14 dicembre
  - Italia: inaugurato a Venezia, con un concerto diretto da Riccardo Muti, il Teatro La Fenice, ricostruito dopo il rogo del 1996.
  - Iraq: le forze speciali catturano l'ex presidente iracheno Saddam Hussein ad Al Daur, una località vicina a Tikrit, la sua città natale.
- 20 dicembre: la Libia si impegna a eliminare completamente le armi di distruzione di massa.
- 22 dicembre – Cina: la repubblica popolare cinese modifica la sua Costituzione e viene inserito il diritto alla proprietà privata, considerata finora un "furto".
- 25 dicembre
  - Benin, Africa: un Boeing 727 precipita subito dopo il decollo dall'aeroporto di Cotonou; morti 113 passeggeri, in gran parte cittadini libanesi.
  - Cina: una esplosione in un giacimento di gas naturale nella contea di Kaixian causa 191 morti.
- 26 dicembre – Iran: un terremoto del sesto grado della scala Richter devasta l'antica città persiana di Bam causando 28.000 morti (ma secondo fonti ufficiali le vittime sarebbero almeno 50.000) e distruggendo l'antica fortezza-cittadella, gioiello di architettura.
- 27 dicembre – Iraq: doppio attentato a Kerbala, 110 km a sud di Baghdad, nel quartier generale sotto il comando polacco: quattro autobombe esplodono a distanza di pochi minuti l'una dall'altra. 13 morti, di cui sei poliziotti iracheni e un civile oltre a sei soldati della coalizione, fra cui quattro militari bulgari; più di un centinaio i feriti.
- 28 dicembre – Serbia: nelle prime elezioni libere vince la destra con il 27,7% dei voti. Risultano eletti anche Slobodan Milošević e Vojislav Šešelj, entrambi inquisiti all'Aja per "crimini contro l'umanità".
- 29 dicembre: il presidente della Banca centrale europea Jean-Claude Trichet riceve un pacco esplosivo. Nello stesso giorno un altro pacco esplosivo è ricevuto dall'Europol all'Aja.

## Scienza e tecnologia
- 7 gennaio –  Scoperto pianeta distante 5.000 anni luce fuori dal sistema solare. Si chiama Ogle-Tr-56 b; è il pianeta conosciuto più lontano dalla Terra, dalla quale dista circa 5.000 anni luce. A scoprirlo, l'astronomo Dimităr Săselov del centro di astrofisica statunitense Harvard-Smithsonian.
- 6-9 febbraio – Scott S. Sheppard, David Jewitt, Jan Kleyna, Yanga R. Fernández e altri scoprono Callicore, Aedee Carpo (satelliti di Giove).
- 1º maggio – Italia: a Milano viene isolato per la prima volta il virus della SARS, la polmonite atipica.
- 20 giugno – viene completato il Progetto genoma umano.
- 19 luglio – Austria: realizzato a Vienna il primo trapianto di lingua del mondo su un paziente di 42 anni.
- 20 settembre – La sonda spaziale Galileo della NASA dopo quattordici anni di scoperte scientifiche si disintegra nell'atmosfera di Giove.
- 15 ottobre: viene lanciato nello spazio il primo astronauta cinese, Yang Liwei (38 anni).
- 4 novembre: Flare più luminoso mai osservato alle 19:29 UTC. Ha saturato gli strumenti per 11 minuti. La regione 486, responsabile del flare, ha prodotto un flusso di raggi X stimato a X28. Le osservazioni hanno mostrato che l'attività è continuata sulla faccia lontana del Sole, quando la sua rotazione ha nascosto la regione attiva alla vista.
- 9 novembre - Eclissi totale di luna, inizio della totalità alle ore 2:07, fine alle ore 2:29.
- 14 novembre – San Diego, California: viene osservato per la prima volta Sedna, candidato ad essere il decimo pianeta del sistema solare.

## Sport
- 7 gennaio – Pierluigi Collina viene eletto il miglior arbitro del mondo anche per il 2003. È così il primo arbitro a conquistare il titolo per la quinta volta.
- 16 gennaio – Italia: iniziano le Universiadi a Tarvisio.
- 28 gennaio – Austria: sul trampolino di Bad Mitterndorf Daniela Iraschko è la prima donna a raggiungere i 200 metri nel salto con gli sci
- 17 febbraio-24 febbraio – Campania (Caserta e Aversa): si svolge la terza edizione degli UEFA European Futsal Championship vinta per la prima volta dall'Italia, in finale con l'Ucraina.
- 2 marzo – Auckland, Nuova Zelanda: l'imbarcazione svizzera Alinghi vince la quinta regata di finale della America's Cup con il punteggio di 5-0. Dopo più di un secolo la Coppa ritorna in Europa.
- 6 aprile – MotoGP: al GP di Suzuka, in Giappone, durante la gara della MotoGP il pilota giapponese del Team Gresini Daijirō Katō esce di pista e cade. Morirà il 20 aprile.
- 16 aprile – Michael Jordan si ritira dalla pallacanestro con un'ultima partita con i Washington Wizards contro i Philadelphia 76ers.
- 21 maggio – Siviglia: il Porto si aggiudica la Coppa UEFA battendo il Celtic dopo una lunga partita prolungata ai supplementari
- 28 maggio – Manchester: per la prima volta in quasi cinquant'anni, la finale di Champions League è tra due squadre italiane: all'Old Trafford si sfidano la Juventus e il Milan, con i rossoneri che prevalgono ai rigori.
- 1º giugno – Gilberto Simoni vince il suo secondo Giro d'Italia.
- 21 giugno – Memphis: un anno dopo la vittoria contro Tyson, Lennox Lewis chiude la sua carriera tra i massimi sconfiggendo Vitalij Klyčko.
- 2 luglio – Praga, Repubblica Ceca: il CIO assegna a Vancouver (Canada) i XXI Giochi olimpici invernali e i X Giochi paralimpici invernali, che si terranno nel 2010.
- 27 luglio – Per la quinta volta consecutiva, lo statunitense Lance Armstrong vince il Tour de France, nel 2008 verranno cancellate tutte le vittorie ottenute dal 1998 per doping.
- 29 agosto – Monte Carlo: il Milan vince la Supercoppa UEFA, battendo il Porto.
- 14 settembre – A Berlino la nazionale italiana maschile di pallavolo vince il titolo europeo battendo in finale la Francia 3-2.
- 12 ottobre
  - Formula 1: Michael Schumacher vince per la sesta volta il campionato del mondo piloti superando il record assoluto di Juan Manuel Fangio.
  - motociclismo: Valentino Rossi vince il GP della Malesia e conquista il mondiale classe MotoGP con due gare di anticipo, l'ultimo con la Honda.
- 26 novembre – La città di Valencia viene scelta per ospitare l'America's Cup 2007.
- 14 dicembre – Yokohama: il Boca Juniors contende al Milan la Coppa Intercontinentale, avendo la meglio ai rigori.
- 22 dicembre – Parigi: il ceco Pavel Nedvěd, campione d'Italia con la Juventus, riceve il Pallone d'oro.

## Nati
Ci sono circa 1 910 voci su persone nate nel 2003; vedi la pagina Nati nel 2003 per un elenco descrittivo o la categoria Nati nel 2003 per un indice alfabetico.

## Morti
Ci sono circa 1 620 voci su persone morte nel 2003; vedi la pagina Morti nel 2003 per un elenco descrittivo o la categoria Morti nel 2003 per un indice alfabetico.

## Calendario
| Calendario 2003 | Calendario 2003 | Calendario 2003 | Calendario 2003 | Calendario 2003 | Calendario 2003 | Calendario 2003 | Calendario 2003 | Calendario 2003 | Calendario 2003 | Calendario 2003 | Calendario 2003 | Calendario 2003 | Calendario 2003 | Calendario 2003 | Calendario 2003 | Calendario 2003 | Calendario 2003 | Calendario 2003 | Calendario 2003 | Calendario 2003 | Calendario 2003 | Calendario 2003 | Calendario 2003 | Calendario 2003 | Calendario 2003 | Calendario 2003 | Calendario 2003 | Calendario 2003 | Calendario 2003 | Calendario 2003 | Calendario 2003 | Calendario 2003 |
| --------------- | --------------- | --------------- | --------------- | --------------- | --------------- | --------------- | --------------- | --------------- | --------------- | --------------- | --------------- | --------------- | --------------- | --------------- | --------------- | --------------- | --------------- | --------------- | --------------- | --------------- | --------------- | --------------- | --------------- | --------------- | --------------- | --------------- | --------------- | --------------- | --------------- | --------------- | --------------- | --------------- |
|                 | 1               | 2               | 3               | 4               | 5               | 6               | 7               | 8               | 9               | 10              | 11              | 12              | 13              | 14              | 15              | 16              | 17              | 18              | 19              | 20              | 21              | 22              | 23              | 24              | 25              | 26              | 27              | 28              | 29              | 30              | 31              |                 |
| Gennaio         | Me              | Gi              | Ve              | Sa              | Do              | Lu              | Ma              | Me              | Gi              | Ve              | Sa              | Do              | Lu              | Ma              | Me              | Gi              | Ve              | Sa              | Do              | Lu              | Ma              | Me              | Gi              | Ve              | Sa              | Do              | Lu              | Ma              | Me              | Gi              | Ve              |                 |
| Febbraio        | Sa              | Do              | Lu              | Ma              | Me              | Gi              | Ve              | Sa              | Do              | Lu              | Ma              | Me              | Gi              | Ve              | Sa              | Do              | Lu              | Ma              | Me              | Gi              | Ve              | Sa              | Do              | Lu              | Ma              | Me              | Gi              | Ve              |                 |                 |                 |                 |
| Marzo           | Sa              | Do              | Lu              | Ma              | Me              | Gi              | Ve              | Sa              | Do              | Lu              | Ma              | Me              | Gi              | Ve              | Sa              | Do              | Lu              | Ma              | Me              | Gi              | Ve              | Sa              | Do              | Lu              | Ma              | Me              | Gi              | Ve              | Sa              | Do              | Lu              |                 |
| Aprile          | Ma              | Me              | Gi              | Ve              | Sa              | Do              | Lu              | Ma              | Me              | Gi              | Ve              | Sa              | Do              | Lu              | Ma              | Me              | Gi              | Ve              | Sa              | Do              | Lu              | Ma              | Me              | Gi              | Ve              | Sa              | Do              | Lu              | Ma              | Me              |                 |                 |
| Maggio          | Gi              | Ve              | Sa              | Do              | Lu              | Ma              | Me              | Gi              | Ve              | Sa              | Do              | Lu              | Ma              | Me              | Gi              | Ve              | Sa              | Do              | Lu              | Ma              | Me              | Gi              | Ve              | Sa              | Do              | Lu              | Ma              | Me              | Gi              | Ve              | Sa              |                 |
| Giugno          | Do              | Lu              | Ma              | Me              | Gi              | Ve              | Sa              | Do              | Lu              | Ma              | Me              | Gi              | Ve              | Sa              | Do              | Lu              | Ma              | Me              | Gi              | Ve              | Sa              | Do              | Lu              | Ma              | Me              | Gi              | Ve              | Sa              | Do              | Lu              |                 |                 |
| Luglio          | Ma              | Me              | Gi              | Ve              | Sa              | Do              | Lu              | Ma              | Me              | Gi              | Ve              | Sa              | Do              | Lu              | Ma              | Me              | Gi              | Ve              | Sa              | Do              | Lu              | Ma              | Me              | Gi              | Ve              | Sa              | Do              | Lu              | Ma              | Me              | Gi              |                 |
| Agosto          | Ve              | Sa              | Do              | Lu              | Ma              | Me              | Gi              | Ve              | Sa              | Do              | Lu              | Ma              | Me              | Gi              | Ve              | Sa              | Do              | Lu              | Ma              | Me              | Gi              | Ve              | Sa              | Do              | Lu              | Ma              | Me              | Gi              | Ve              | Sa              | Do              |                 |
| Settembre       | Lu              | Ma              | Me              | Gi              | Ve              | Sa              | Do              | Lu              | Ma              | Me              | Gi              | Ve              | Sa              | Do              | Lu              | Ma              | Me              | Gi              | Ve              | Sa              | Do              | Lu              | Ma              | Me              | Gi              | Ve              | Sa              | Do              | Lu              | Ma              |                 |                 |
| Ottobre         | Me              | Gi              | Ve              | Sa              | Do              | Lu              | Ma              | Me              | Gi              | Ve              | Sa              | Do              | Lu              | Ma              | Me              | Gi              | Ve              | Sa              | Do              | Lu              | Ma              | Me              | Gi              | Ve              | Sa              | Do              | Lu              | Ma              | Me              | Gi              | Ve              |                 |
| Novembre        | Sa              | Do              | Lu              | Ma              | Me              | Gi              | Ve              | Sa              | Do              | Lu              | Ma              | Me              | Gi              | Ve              | Sa              | Do              | Lu              | Ma              | Me              | Gi              | Ve              | Sa              | Do              | Lu              | Ma              | Me              | Gi              | Ve              | Sa              | Do              |                 |                 |
| Dicembre        | Lu              | Ma              | Me              | Gi              | Ve              | Sa              | Do              | Lu              | Ma              | Me              | Gi              | Ve              | Sa              | Do              | Lu              | Ma              | Me              | Gi              | Ve              | Sa              | Do              | Lu              | Ma              | Me              | Gi              | Ve              | Sa              | Do              | Lu              | Ma              | Me              |                 |

## Premi Nobel
In quest'anno sono stati conferiti i seguenti Premi Nobel:
- per la pace: Shirin Ebadi
- per la letteratura: John Maxwell Coetzee
- per la medicina: Paul C. Lauterbur, Sir Peter Mansfield
- per la fisica: Aleksej Alekseevič Abrikosov, Vitalij Lazarevič Ginzburg, Anthony James Leggett
- per la chimica: Peter Agre, Roderick MacKinnon
- per l'economia: Robert F. Engle, Clive W. J. Granger